# هستور (روستا)
هستور (به لاتین: Hestur) یک روستای کوچک در جزیره هستور از جزایر فارو است.